# Johann Wolfgang von Goethe (Schiff)
Die Johann Wolfgang von Goethe ist ein 1983 gebautes Binnenfahrgastschiff der Frankfurter Primus-Linie, die diese für Linien-, Event- und Charterfahrten auf Main, Rhein und Neckar einsetzt.

## Geschichte
Knapp zehn Jahre 10 nach Gründung seiner eigenen Reederei bestellte Anton Nauheimer 1982 ein zweites Schiff, das er auf der Schiffswerft Schmidt in Oberwinter bauen ließ. Dort wurde der Neubau unter der Baunummer 205 auf Kiel gelegt, der 1983 als Johann Wolfgang von Goethe nach Frankfurt ausgeliefert wurde. Seitdem ist das Schiff ausschließlich bei der Primus-Linie im Einsatz.
Wie alle Schiffe der Primus-Linie wird auch die Johann Wolfgang von Goethe wetter- und nachfrageabhängig auf allen Fahrtgebieten und für alle Zwecke eingesetzt: 1996 fuhren die Johann Wolfgang von Goethe und die beiden anderen Schiffe Primus sowie Nautilus nach Bedarf wechselnd im Linienverkehr den Main aufwärts bis Aschaffenburg, mainabwärts bis Mainz und Wiesbaden sowie darüber hinaus bis in das Obere Mittelrheintal oder zum Neckar. Dazu kamen Programmangebote wie Musikfahrten, zu Rhein in Flammen, Candlelight-Dinner, Charterfahrten und Ähnliches. Die Reederei selbst vermarktet die Johann Wolfgang von Goethe aufgrund der gehobenen Inneneinrichtung vornehmlich für Konferenzen und exklusive Events.

## Das Schiff
Die Johann Wolfgang von Goethe ist 40,50 Meter lang und 7,50 Meter breit. Der Tiefgang beträgt 1,20 Meter. Angetrieben wird das Schiff von zwei Dieselmotoren mit jeweils 200 PS. Das Schiff verfügt über insgesamt 305 Plätze, davon 138 Innenplätze auf dem Hauptdeck und 167 Plätze auf dem Oberdeck.